# Andrej Roebljov (schilder)
Andrej Roebljov (Russisch: Андре́й Рублёв) (1360? – 1430?) wordt algemeen beschouwd als de grootste Russische schilder van iconen.

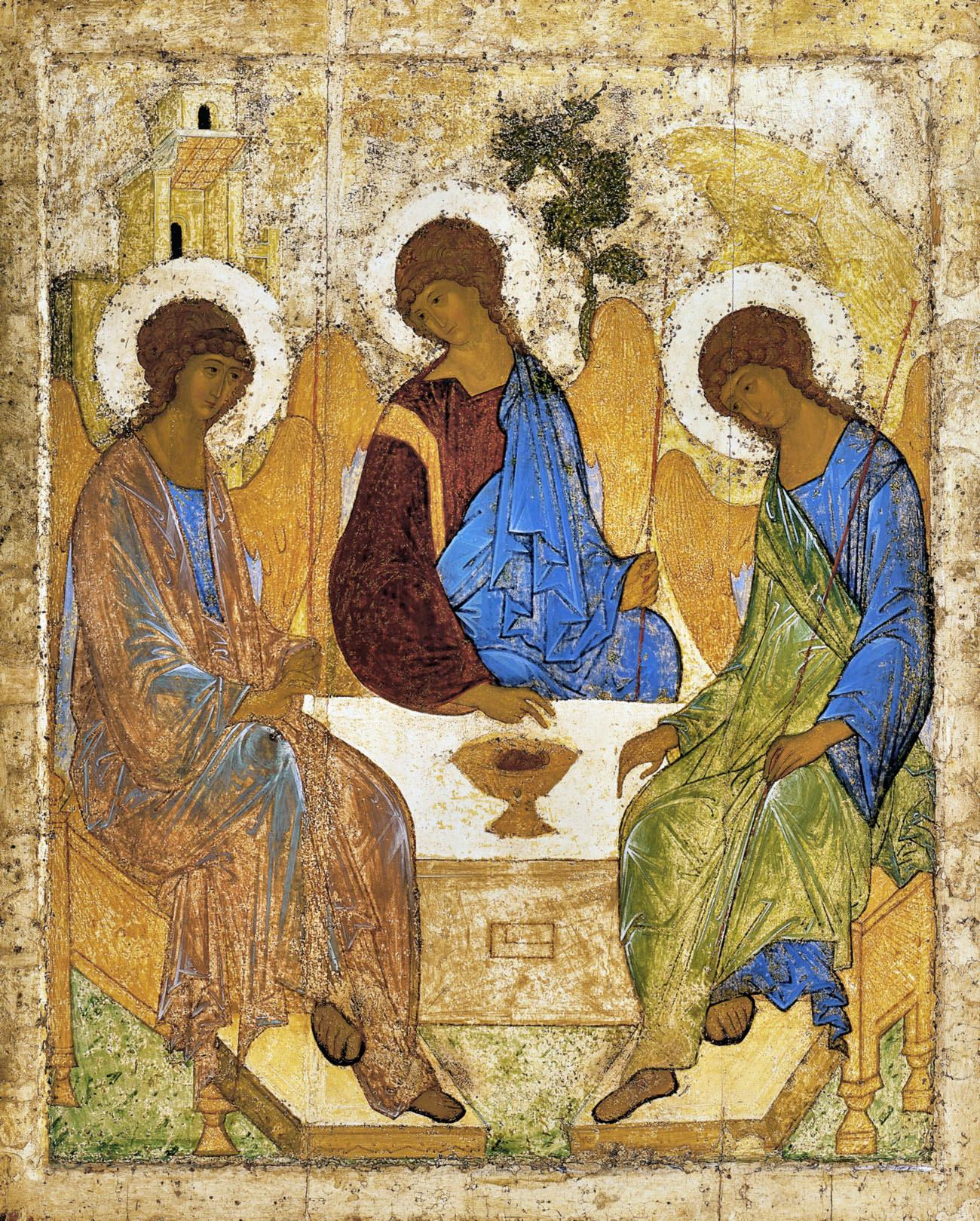
Icoon van de Heilige Drie-eenheid, Tretjakovgalerij, Moskou

Er is weinig bekend over het leven van Roebljov. Waarschijnlijk leefde hij in het lavra van Sergiev Posad.
Het werk van Roebljov werd voor het eerst vermeld in 1405, toen hij iconen en fresco's maakte voor de Oespenski Kathedraal in het Kremlin van Moskou, samen met onder anderen Feofan Grek. In 1408 beschilderde hij samen met Daniïl Tsjorni de Kathedraal van de Ontslapenis van de Moeder Gods in Vladimir en van 1425 tot 1427 de Drie-eenheidskathedraal van het lavra in Sergiev Posad. Zijn laatste werk is het Andronikovklooster in Moskou. In 2006 werd bekendgemaakt dat Roebljovs stoffelijke resten, waarvan de verblijfplaats tot dan toe onbekend was, waren teruggevonden in een van de twee kerken van dit klooster.
Tijdens het concilie van de honderd hoofdstukken werd Roebljovs werk tot maatstaf voor religieuze kunst verheven. In 1988 werd Roebljov door de Russisch-Orthodoxe Kerk heilig verklaard. Zijn naamdag is 4 juli.
Roebljovs beroemdste werk, en het enige dat met zekerheid volledig aan hem toe te schrijven is, is de icoon van de Heilige Drie-eenheid, dat dateert van rond 1410. Dit icoon is nu onderdeel van de collectie van de Tretjakovgalerij in Moskou.
Zijn leven werd in 1966 verfilmd door de Russische regisseur Andrej Tarkovski; zie Andrej Roebljov (film).